# Alsino y el cóndor
Alsino y el cóndor és una pel·lícula filmada en Nicaragua en 1982 amb guió i direcció del cineasta chileno Miguel Littín. Va ser una coproducció entre Nicaragua, Mèxic, Cuba i Costa Rica. La pel·lícula és una adaptació lliure de la novel·la Alsino de l'escriptor xilè Pedro Prado en el context de la Revolució Sandinista.
En 1983 va ser nominada com a millor pel·lícula estrangera per Nicaragua per als Premis Óscar de 1982, sent l'única en la història d'aquest país. És considerada la seva millor pel·lícula segons Internet Movie Database.

## Argument
Alsino, un nen de 10 o 12 anys, viu amb la seva àvia en una zona remota de Nicaragua. Tractant de ser un nen com qualsevol altre, grimpa als arbres amb una amiga i el seu somni és volar, saltant diverses vegades des de la punta d'un arbre enorme creient que «Amsterdam» és la paraula màgica que el farà volar.
El país centreamericà està embolicat en les acaballes d'un conflicte civil, la guerra del qual entre rebels del Front Sandinista d'Alliberament Nacional i les tropes governamentals explotarà d'un moment a un altre. Un assessor militar estatunidenc, que arriba a la comunitat per a obrir un camp de preparació, buscant executar accions de prevenció per a evitar atacs directes en la "zones vermelles", coneix a Alsino, qui havia estat portat fins ell per guàrdies després d'intentar fugir d'un batalló que patrullava el lloc. Aquest el convida a pujar al seu helicòpter El Còndor i el porta en un vol amb ell, Alsino encara que impressionat diu «Jo vull volar però sense ajuda».
En un d'aquests intents per volar, Alsino salta del gran arbre i cau bruscament al sòl; amb el cop es disloca l'espatlla i coll, que li ocasionen una gepa. Mentre es cura, escolta "sorolls" en el seu interior que presagien la destrucció a la seva casa. Per comanda de la seva àvia, baixa al poblat pròxim per vendre una cadira de muntar heretada del seu avi desaparegut, probablement membre de la marina neerlandesa en 1942. Allí pren la seva primera copa de rom i ho porten a un bordell on solament conversa amb la noia, tot això en temps de guerra.
Alsino és testimoni de les crueltats que les forces militars infligeixen als sospitosos de ser insurgents i en una d'aquestes incursions coneix a diversos personatges que li desperten un anhel de llibertat, els mateixos que li genera simpatia cap als rebels sandinistes. Quan aquests el troben amagat a la muntanya, el líder del grup li ofereix acompanyar-lo i protegir-lo en el camí.
Després de conèixer la notícia de la mort de la seva àvia, i després del fracàs de l'"Operació Còndor", l'helicòpter del qual és derrocat, Alsino decideix enrolar-se en les files guerrilleres on s'involucra totalment en el conflicte.

## Repartiment
- Frank: Dean Stockwell
- Alsino: Alan Esquivel
- Lucía: Marta Lorena Pérez
- Rosaria: Delia Casanova
- Don Nazario, el pajarero: Reynaldo Miravalles
- Àvia de Alsino: Carmen Bunster
- Avi de Lucía: Marcelo Gaete
- El Mayor: Alejandro Parodi
- Assessor neerlandès: Jan Kees De Roy

## Premis
- Sant Jordi d'Or. 13è Festival Internacional de Cinema de Moscou, 1983.[4]